# Ichneumon diversor
Ichneumon diversor är en stekelart som beskrevs av Wesmael 1855. Ichneumon diversor ingår i släktet Ichneumon och familjen brokparasitsteklar. Arten är reproducerande i Sverige. Inga underarter finns listade i Catalogue of Life.